# Бадьяёль (приток Берёзовки)
Ба́дьяёль (Бадья́-Ёль) — река в России, течёт по территории городского округа «Вуктыл» на востоке Республики Коми.

## География
Устье реки находится в 19 км по левому берегу реки Берёзовка.
Длина реки составляет 11 км, площадь водосборного бассейна — 41,69 км².
Исток берёт в болоте Междуречном, выше 165 метров над уровнем моря. На всём протяжении основным направлением течения является северо-запад. Течёт по болотистой лесной местности. Впадает в Берёзовку с левой стороны на высоте ниже 100 метров над уровнем моря.

## Этимология гидронима
Бадьяёль означает «ивовый ручей». От бадья, баддя «с ивами», «ивовый», ёль «лесной ручей».

## Данные водного реестра
По данным государственного водного реестра России относится к Двинско-Печорскому бассейновому округу, водохозяйственный участок реки — Печора от водомерного поста у посёлка Шердино до впадения реки Уса, речной подбассейн реки — бассейны притоков Печоры до впадения Усы. Речной бассейн реки — Печора.
Код объекта в государственном водном реестре — 03050100212103000063122.